# Napad ogniowy
Napad ogniowy - technika wojenna polegająca na kolejnym oddawaniu salw przez poszczególne szeregi żołnierzy piechoty. Ustawiała się ona do walki w dziesięć szeregów po dziesięciu ludzi, w tym dziewięć pierwszych szeregów klęczało, ostatni oddawał salwę nad głowami kolegów, wstawał następny i strzelał, i tak kolejno od końca wszystkie szeregi oddawały salwę. Napad ogniowy był stosowany przez piechotę węgierską, polsko-węgierską i polską w XVI-XVII wieku.